# Jan Krenz-Mikołajczak
Jan Krenz-Mikołajczak   (Poznań, 30 de març de 1907 - Poznań, 15 de desembre de 2002) fou un remer polonès que va competir durant les dècades de 1920 i 1930.
El 1932 va prendre part en els Jocs Olímpics de Los Angeles, on guanyà la medalla de bronze en la prova del dos sense timoner del programa de rem. Formà parella amb Henryk Budziński.
En el seu palmarès també destaquen tres medalles al Campionat d'Europa de rem, una d'or el 1930 i dues de plata, el 1929 i 1931, sempre en la prova dels dos sense timoner.
Durant la Segona Guerra Mundial va ser deportat primer pels alemanys, i posteriorment capturat i enviat a un camp de treball prop de Leningrad pels soviètics. Després del seu alliberament, el 1946, va treballar en la reconstrucció de diverses ciutats poloneses gràcies als seus estudis d'enginyeria civil.